# Chienne de route
Albums de Maxime Le Forestier
Passer ma route
(1994) L'Écho des étoiles
(2000)
Chienne de route est un enregistrement public de Maxime Le Forestier, sorti en 1996. L'album s'est vendu à 161 000 exemplaires.

## Listes des chansons
| No  | Titre               | Durée |
| --- | ------------------- | ----- |
| 1.  | Inutile             |       |
| 2.  | Frisson d'avril     |       |
| 3.  | Chienne d'idée      |       |
| 4.  | Le Code             |       |
| 5.  | Photo-finish        |       |
| 6.  | Signes              |       |
| 7.  | Fontenay-aux-Roses  |       |
| 8.  | La Visite           |       |
| 9.  | Raymonde            |       |
| 10. | Cicatrices          |       |
| 11. | Bille de verre      |       |
| 12. | Choisissez-moi      |       |
| 13. | Marin du cap        |       |
| 14. | Les Jours meilleurs |       |
| 15. | San Francisco       |       |
| 16. | Né quelque part     |       |
| 17. | Mon frère           |       |
| 18. | La Petite Fugue     |       |
| 19. | Passer ma route     |       |